# Globálisan Harmonizált Rendszer
A Globálisan Harmonizált Rendszert, teljes nevén a Vegyi Anyagok Besorolásának és Címkézésének Globálisan Harmonizált Rendszerét (angolul: Globally Harmonized System of Classification and Labelling of Chemicals, GHS) az ENSZ égisze alatt hozták létre 2002-ben.
A GHS kialakítása azzal a szándékkal kezdődött meg, hogy kialakítsanak egy egységes, globálisan összehangolt rendszert a vegyi anyagok besorolására, címkézésére és a hozzájuk kapcsolódó biztonsági adatlapok rendszerére. Abban az időben ez nem számított újszerű megközelítésnek, mivel a szállítmányozás területén már léteztek egységesített rendszerek, de a munkahelyeken és a vásárlókkal közölt információkkal kapcsolatban nem létezett egységes megközelítés.
A GHS elfogadása után felváltotta a hasonló céllal létrehozott európai és egyesült államokbeli rendszereket. Az Európai Unióban az anyagok és keverékek osztályozásáról, címkézéséről és csomagolásáról szóló, 2008. december 16-i 1272/2008/EK európai parlamenti és tanácsi rendelet vezette be. Az Európai Unió minden tagállamára érvényes szabályozás 2009. január 20-án lépett hatályba, és egy átmeneti időszakot követően a korábban érvényben lévő osztályozási, címkézési és csomagolási irányelvek (67/548/EGK és 1999/45/EK) helyébe lépett.

## A GHS története
Az 1992-es ENSZ Környezet és Fejlődés rioi konferenciáján (UNCED) elfogadott 19-es fejezet 21-es napirendi pontja az egységes harmonizált rendszer felállítását tűzte célul.
A GHS első kiadását a Szakértői Bizottság első ülésén (2002. december 11–13.) fogadták el és 2003-ban tették közzé. Azóta a GHS-t minden két évben a változásoknak, szükségleteknek megfelelően felülvizsgálják és napra késszé teszik.
Jelenleg a GHS hetedik kiadása van érvényben, amelyet a Szakértői Bizottság nyolcadik ülésén (2016. december 9.) fogadtak el a részt vevő országok.

## A GHS bevezetése
A GHS-t 2018-ra 72 ország vezette be, a folyamatot a GHS titkársága felügyeli, amely különféle nyílt forrásokból (a GHS albizottságainak jelentéséből, más ENSZ szervezetek jelentéseiből, egyéb kormányközi szervezetektől, munkacsoportokból, szemináriumokról és konferenciákról) szerzi be információit. A GHS bevezetésére nincs előre meghatározott menetrend.
A bevezetés, az ENSZ szándéka szerint, megkönnyíti a nemzetközi kereskedelmet, a veszélyes kémiai anyagok gyártásának, szállításának, felhasználásának követését. Az egységes besorolási, csomagolási és címkézési előírások (Európában az 1272/2008/EK rendelet) biztosítják, hogy a vegyi anyagokat a részt vevő országokban ugyanazzal a veszély-besorolással és címkével lássák el.
A GHS kiegészíti a vegyi anyagok regisztrálásáról, értékeléséről, engedélyezéséről és korlátozásáról szóló REACH rendeletet, de új (tudományos) kritériumok alapján határozza meg a vegyi anyagok veszélyes tulajdonságait és besorolását. A GHS alapján a már meglévő szimbólumokat új, egységes designnal látták.
Az 1272/2008/EK rendelet alapján 2010. november 30-ig kellett elvégezni a vegyi anyagok újbóli besorolását, és 2015. május 31. a vegyi készítmények besorolásának határideje.

## Külső hivatkozások
- Az ENSZ GHS-sel foglalkozó oldala
- A GHS bevezetésének állapota a világ országaiban[halott link]
- A GHS hivatalos szövege[halott link]
- Az Európai Bizottság GHS-el és REACH-el kapcsolatos információs oldala